# Armin Alexander Öpik

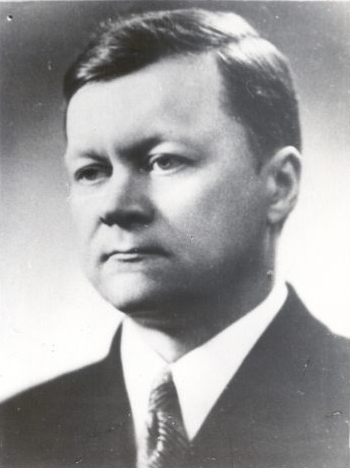
Armin Öpik

Armin Alexander Öpik (* 24. Juni 1898 in Lontova bei Kunda, Gouvernement Estland; † 15. Januar 1983 in Canberra) war ein estnisch-australischer Paläontologe.

## Leben
Öpik war der Sohn des Hafenmeisters von Kunda. Nach dem Abitur am Nicolai-Gymnasium in Reval 1917 studierte er Geologie und Mineralogie an der Universität Dorpat (Tartu), unter anderem bei Henrik Bekker, mit dem Magister-Abschluss 1926 und der Promotion 1928.
1929 wurde er Privatdozent und 1930 Professor für Geologie und Paläontologie und Direktor des Geologischen Instituts und Museums, was er bis zur sowjetischen Besetzung 1944 blieb. Öpik war von 1932 bis 1941 auch Mitglied des Geologischen Komitees, das die Regierung beriet. Er begann seine Felduntersuchungen des Kambrium und Ordovizium von Estland 1922 mit ersten Veröffentlichungen 1925. Von 1926 bis 1928 betrieb er Studienreisen nach Skandinavien, Deutschland und die Tschechoslowakei (wobei er Formationen des Präkambriums studierte) und nahm 1937 an der dänischen Grönland-Expedition von Lauge Koch teil. Er publizierte insbesondere über Brachiopoden und Trilobiten (in einer Monographie 1937) von Estland, aber auch viele weitere Gebiete der Geologie, Paläontologie und Geophysik. Eine von ihm fertiggestellte dreibändige Monographie über die Geologie Estlands blieb unveröffentlicht.
Öpik verließ das Land mit seiner Familie vor der sowjetischen Besetzung 1944 und lebte bis 1948 als Flüchtling (Displaced Person) unter schwierigen Bedingungen in Deutschland. Sein Bruder Ernst organisierte die Baltische Universität in Pinneberg, in der Armin Alexander Öpik Geologie lehrte. 1948 konnte er nach Australien emigrieren, wo er Geologe im Bureau of Mineral Resources in Melbourne und ab 1949 in Canberra wurde. 1955 wurde er australischer Staatsbürger. In Canberra, wo die neue Hauptstadt entstand, war er vor allem mit paläontologischen Aufgaben im Rahmen der Ölexploration beschäftigt. Er veröffentlichte aber auch Studien zum Beispiel zum Kambrium und Ordovizium in Nordaustralien und beschrieb zahlreiche neue Trilobitenarten.
1962 erhielt er die Charles Doolittle Walcott Medal. 1962 wurde er Mitglied der Australischen Akademie der Wissenschaften. Er war Ehrenmitglied der Geological Society of London (1938), korrespondierendes Mitglied der Paleontological Society (1928) und der finnischen geologischen Gesellschaft und Ehrenmitglied der Geological Society of Australia (1965).
Sein Bruder Ernst Julius Öpik war Astronom in Nordirland und an der University of Maryland, College Park.
Er war mit Barbara Potaschko (1897–1977) verheiratet, die er noch aus Russland kannte, und hatte mit ihr einen Sohn und drei Töchter.